# Mario Mandžukić
Mario Mandžukić, né le 21 mai 1986 à Slavonski Brod en Yougoslavie (aujourd'hui en Croatie), est un ancien footballeur international croate qui évoluait au poste d'attaquant.

## Biographie

### Débuts
Lors de sa première saison en pro avec le NK Marsonia Slavonski Brod, il inscrit 14 buts en 23 apparitions. Il est ensuite transféré au NK Zagreb. Il y réalise une première saison moyenne, avec 3 buts en championnat. Sa seconde et dernière saison au NK Zagreb est au contraire une véritable réussite, avec 11 buts en 23 matchs de championnat.

### Dinamo Zagreb
Lors de l'été 2007, Mandžukić est acheté par le club croate du Dinamo Zagreb pour 1,3 million d'euros dans le but de remplacer son attaquant vedette Eduardo. À son arrivée, il réussit à obtenir sa place dans le onze de départ, jouant principalement au poste de second attaquant. Le 4 octobre 2007, il réalise une performance impressionnante contre l'Ajax à Amsterdam. Il marque un doublé en 4 minutes dans le temps additionnel, ce qui permet au Dinamo Zagreb de revenir et de battre l'Ajax d'Amsterdam sur le score de 3-2. Il assure donc la qualification du Dinamo Zagreb en huitièmes de finale de la Coupe UEFA 2007-2008 grâce à cette victoire à l’extérieur. Il termine sa première saison au Dinamo avec 12 buts et 11 passes décisives pour 29 matchs joués. Seul point noir de sa saison, il a le pire total de cartons jaunes (huit) de son équipe.

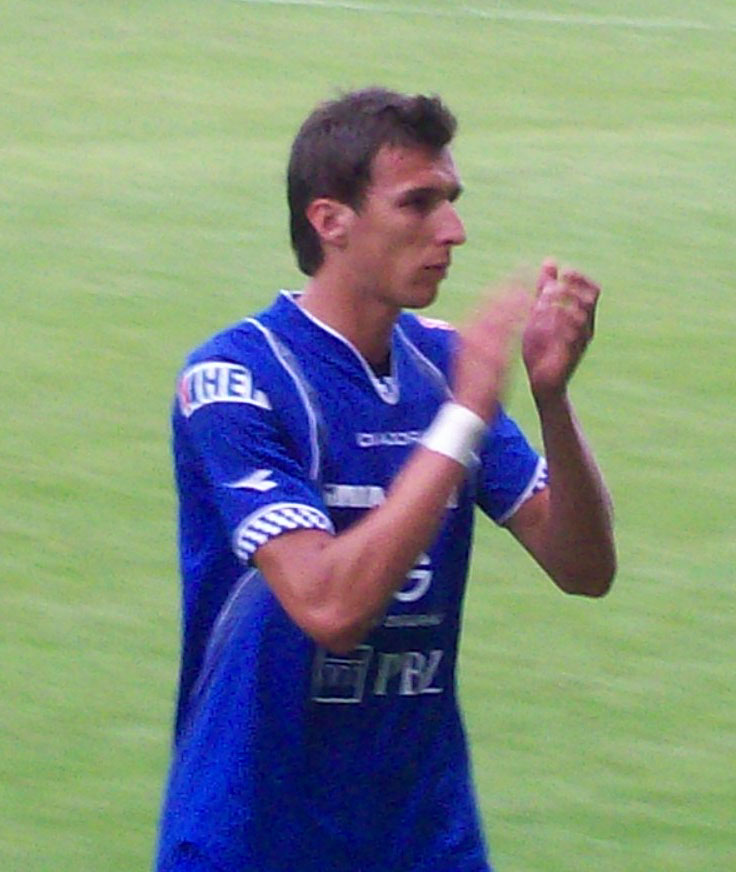
Mandžukić sous les couleurs du Dinamo Zagreb en 2008.

Il commence la saison 2008-2009 avec un doublé contre le club nord-irlandais de Linfield FC lors d'un match de qualification pour la Coupe UEFA. Il marque également trois buts en Coupe de l'UEFA. Meilleur buteur de la Prva HNL 2008-2009, grâce à 16 buts en 28 apparitions, c'est la saison de son ascension en équipe nationale croate. Ainsi, il participe à 8 matchs de qualification pour la Coupe du monde 2010. Lors du mercato estival de 2009, il reçoit une offre de 12 millions d'euros du club allemand du Werder Brême, mais l'offre est rejetée par le Dinamo Zagreb, car le club en demande au moins 15 millions d'euros. Il commence la saison 2009-2010 en marquant un but lors d'un match de barrage de Ligue des champions contre le Red Bull Salzbourg. Mandžukić reçoit un carton rouge dans les dernières minutes du match après qu'il a dit à l'arbitre avoir été frappé par une bouteille jetée depuis les tribunes. Le 17 septembre 2009, après la défaite du Dinamo 0-2 à domicile face à Anderlecht en Ligue Europa, Mandžukić est condamné à une amende controversée de 100 000 euros pour ne pas avoir fourni assez d'effort sur le terrain. C'est la première fois dans l'histoire du club qu'un joueur reçoit une amende. Le 20 septembre, Mandžukić est nommé capitaine du Dinamo lors d'une victoire 6-0 contre le HNK Rijeka en Prva HNL. Dans une interview d'après-match, Mandžukić rejette toute rumeur le voyant quitter le club à la fin de la saison, en déclarant que son rêve est d’être capitaine du Dinamo Zagreb et de donner le meilleur de lui-même dans chaque match. Au cours de cette saison, il marque 14 buts en 24 matchs en championnat et 3 buts en coupe d’Europe. Il totalise donc 17 buts en 37 matchs (toutes compétitions confondues).

### VfL Wolfsburg
Le 14 juillet 2010, Mandžukić signe au VfL Wolfsburg pour un montant estimé à environ 7 millions d'euros.
Lors de la première partie de sa première saison au sein du club, il joue régulièrement, mais la plupart du temps en tant que remplaçant. Il est surtout utilisé comme ailier gauche par l'entraîneur Steve McClaren, qui ne joue qu'avec un seul attaquant de pointe, Edin Džeko. Mais après le départ de celui-ci à Manchester City en janvier 2011, Mandžukić est repositionné en pointe. Il marque son premier but en Bundesliga avec Wolfsburg le 12 mars 2011 contre le FC Nuremberg. Après l'arrivée de l'entraîneur Felix Magath, Mandžukić joue désormais tous les matchs en pointe de l'attaque.
Mandžukić réalise son premier doublé pour Wolfsburg le 24 avril 2011, lors d'une rencontre de championnat face au 1. FC Cologne. Il participe ainsi à la victoire de son équipe par quatre buts à un. Au cours des neuf derniers matchs de la saison, il plane et marque huit buts, dont un doublé contre le TSG 1899 Hoffenheim lors de la derniére journée. Celui-ci permet à Wolfsburg de l'emporter 3-1 et d'éviter la relégation. Lors de sa seconde saison à Wolfsburg, il s'impose en tant que titulaire indiscutable en Bundesliga. Il termine meilleur buteur du club avec 12 buts.
Lors de ses deux années à Wolfsburg, il marque 20 buts après avoir participé à 60 matchs. Peu de temps après la fin de la saison, Mandžukić décide de quitter le club pour aller au Bayern Munich. Wolfsburg et ses fans se souviendront de lui comme l'un des meilleurs avant-centre de l'histoire du club.

### Bayern Munich

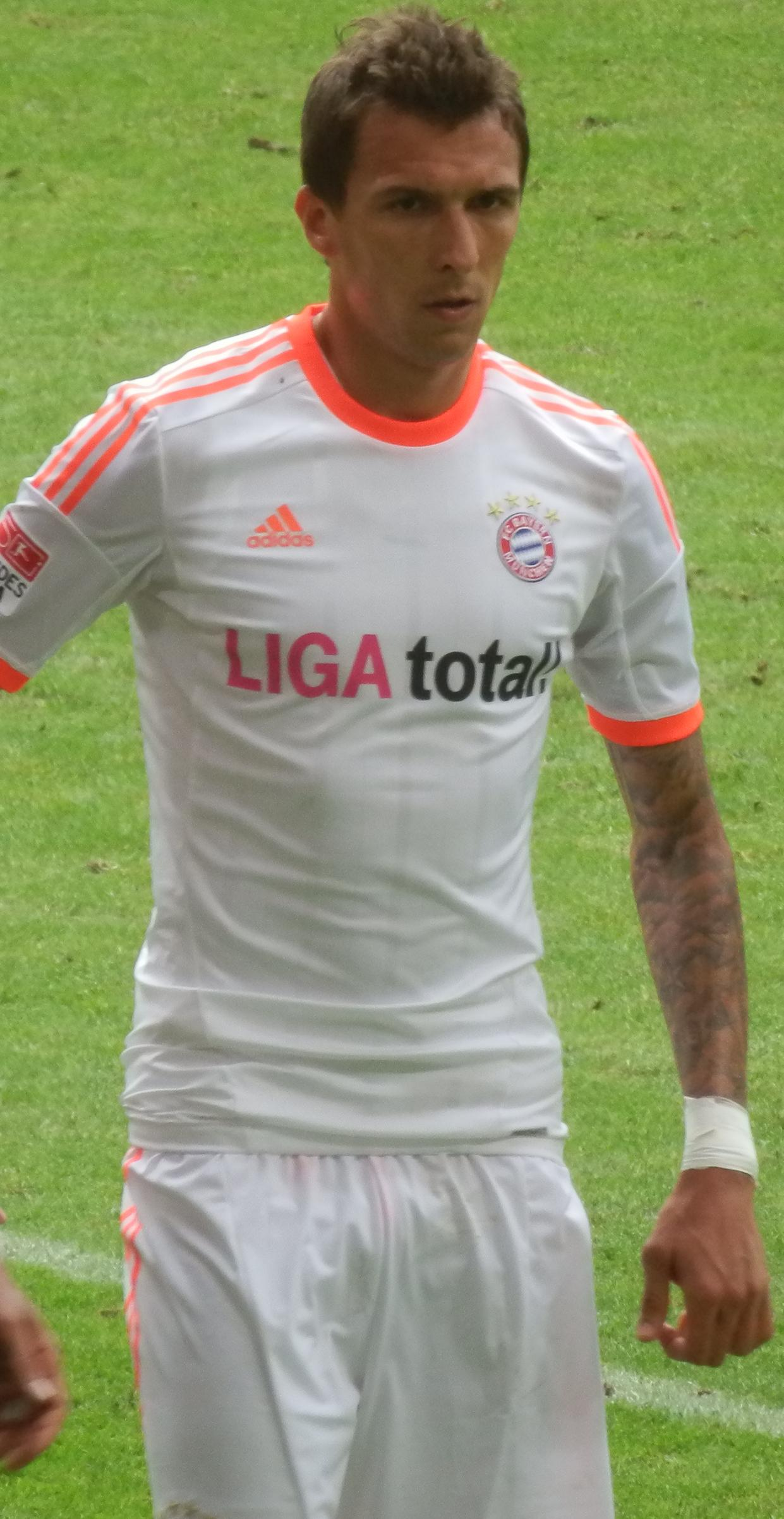
Mandžukić sous le maillot du Bayern Munich en 2012.

Le 26 juin 2012, Mandžukić signe un contrat de quatre ans avec le Bayern Munich en échange d'environ 13 millions d'euros.
Le 12 août suivant, il dispute son premier match officiel avec le Bayern lors de la victoire des siens en Supercoupe d'Allemagne face au Borussia Dortmund (2-1). Il inscrit d'ailleurs le premier but des Munichois dès la 6e minute. Il réalise son premier doublé pour le Bayern le 25 septembre 2012 contre son ancien club le VfL Wolfsburg, en championnat. Il permet à son équipe de s'imposer par trois buts à zéro. À la fin de la saison, il totalise 15 buts en championnat en seulement 24 matchs. Il marque 22 buts toutes compétitions confondues en 40 rencontres.
Le 25 mai 2013, à Wembley, il remporte la Ligue des champions de l'UEFA face au Borussia Dortmund où il ouvre le score en marquant dans le but vide sur un superbe service d'Arjen Robben. Il devient à cette occasion le premier joueur croate à marquer lors d'une finale de Ligue des champions. Il totalise donc 26 buts toutes compétitions confondues en 48 rencontres. Il s'agit de la meilleure saison de sa carrière.
Le 12 février 2014, Mandžukić se fait remarquer lors d'un match comptant pour les quarts de finale de la coupe d'Allemagne en réalisant un triplé face au Hambourg SV. Il contribue ainsi à la large victoire de son équipe par cinq buts à zéro.
Après deux saisons très réussies au sein du club, Mandžukić quitte le Bayern Munich après avoir joués 88 matchs et marqué 48 buts.

### Atlético de Madrid
Le 9 juillet 2014, l'international croate rejoint l'Atlético de Madrid. Le montant du transfert est estimé à 22 millions d'euros, pour un salaire annuel de 5 millions d'euros et un contrat de 4 ans.
Mandžukić inscrit son premier but en compétition officielle avec l'Atlético au bout de 2 minutes de jeu lors du match retour de Supercoupe d'Espagne contre le Real Madrid. Ce but est décisif puisqu'il offre la victoire, 1-0, et le trophée (1-1 match aller) à l'Atlético, qui signe sa première victoire à domicile contre le Real depuis 1999. Par la suite, Mandžukić livre de bonnes performances, apprécié par l’entraîneur et les fans. Il marque des buts importants dans la course à l’Europe, et termine sa saison en marquant 20 buts en 43 matchs.
Le 22 juin 2015, il quitte l'Atlético pour aller du côté de la Juventus, vice-championne d’Europe 2015.

### Juventus FC

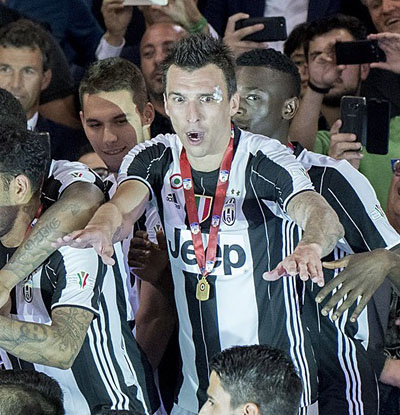
Mandžukić sous le maillot du Juventus FC en 2017.

Le 22 juin 2015, il s'engage avec la Juventus en échange de 19 millions d'euros, plus 2 millions d'euros de bonus. Il marque son premier but lors de la Supercoupe d'Italie.
Le premier but inscrit par Mandžukić lors d'une compétition internationale avec la Vieille Dame a lui été marqué le 15 septembre 2015, amenant l'égalisation contre Manchester City, et permettant à son équipe de remporter le match grâce à Álvaro Morata quelques minutes plus tard. Il remporte, cette saison-là, le championnat et la coupe.
Sa seconde saison est marquée par son replacement dans le système tactique évoluant désormais sur l'aile gauche, ce qui permettra notamment d'arriver jusqu'en finale de la Ligue des champions, durant lequel il inscrit l'unique but (et le plus beau but de la ligue des champions 2016-2017) de la Juventus lors de la défaite des siens (1-4), d'une bicyclette.
Durant la saison 2017-2018, Mandžukić n'évolue presque plus que sur l'aile gauche et inscrit le même nombre de buts toutes compétitions confondues que lors de la saison 2016-2017 (10 buts). À noter ses deux buts de la tête lors du match retour des quarts de finale contre le Real  Madrid, dont l'un à la première minute (durant ce quart de finale la Vieille Dame avait perdu 3-0 à domicile. La performance de Mandžukić et un but de Matuidi (score 3-0 à l'extérieur) permet à la Juve d'espérer la qualification grâce aux prolongations, jusqu'à la faute controversée de Benatia dans les arrêts de jeux et le penalty madrilène s'ensuivant qui efface définitivement tout espoir de victoire aux bianconeri).
Lors de la saison 2018-2019, en conséquence du départ en prêt de Gonzalo Higuaín à l'AC Milan et à Chelsea FC, Mario dispute la plupart des matchs en tant qu'avant-centre dans un 4-3-3 aux côtés de Cristiano Ronaldo et Paulo Dybala. Lors de cette saison, le joueur croate a trouvé le chemin des filets à dix reprises et attribué sept passes décisives, pour 33 matchs disputés en inscrivant au moins un but contre chaque équipe du top 7: Napoli(doublé, 3-1), Atalanta(1-1), Inter(1-0), AC Milan(2-0), AS Rome(1-0), Lazio(2-0).

### Al-Duhail SC
Le 24 décembre 2019, il signe à Al-Duhail pour un contrat de 18 mois.
Le 5 juillet 2020, six mois seulement après son arrivée au Qatar, il résilie son contrat avec Al-Duhail.

### AC Milan
Le 19 janvier 2021, Mandžukić signe un contrat de six mois à l'AC Milan avec une possibilité de renouvellement d’une année supplémentaire en cas de qualification en Ligue des champions. Il choisit le numéro 9. Il joue son premier match sous ses nouvelles couleurs lors d'une rencontre de Serie A, le 23 janvier 2021 face à l'Atalanta Bergame. Il entre en jeu à la place de Samu Castillejo et son équipe s'incline (0-3).
Après six mois et onze petits matches joués, Mario Mandzukic quitte l'AC Milan. L’attaquant croate était arrivé libre pour pallier la blessure de Zlatan Ibrahimović. À 35 ans, l’ancien attaquant de la Juventus ne sera pas conservé par le club lombard. En septembre 2021, il annonce mettre fin à sa carrière,.

### En équipe nationale
Mandžukić honore sa première sélection le 17 novembre 2007 face à la Macédoine (défaite 2-0). Il marque son premier but en sélection le 10 septembre 2008 contre l'Angleterre (défaite 1-4).
Il participe à l'Euro 2012. Malgré ses bonnes performances durant la compétition avec un but contre la Turquie et un doublé face à l'Irlande, la Croatie est éliminée du tournoi à l'issue du premier tour (1 victoire, 1 nul et 1 défaite).
Le 19 novembre 2013 lors du match retour des barrages de la Coupe du monde 2014, il marque contre l'Islande (victoire 2-0), ce qui permet à la Croatie de se qualifier pour le mondial au Brésil. Il reçoit cependant au cours de la partie un carton rouge pour avoir taclé Jóhann Berg Guðmundsson au niveau du genou gauche.

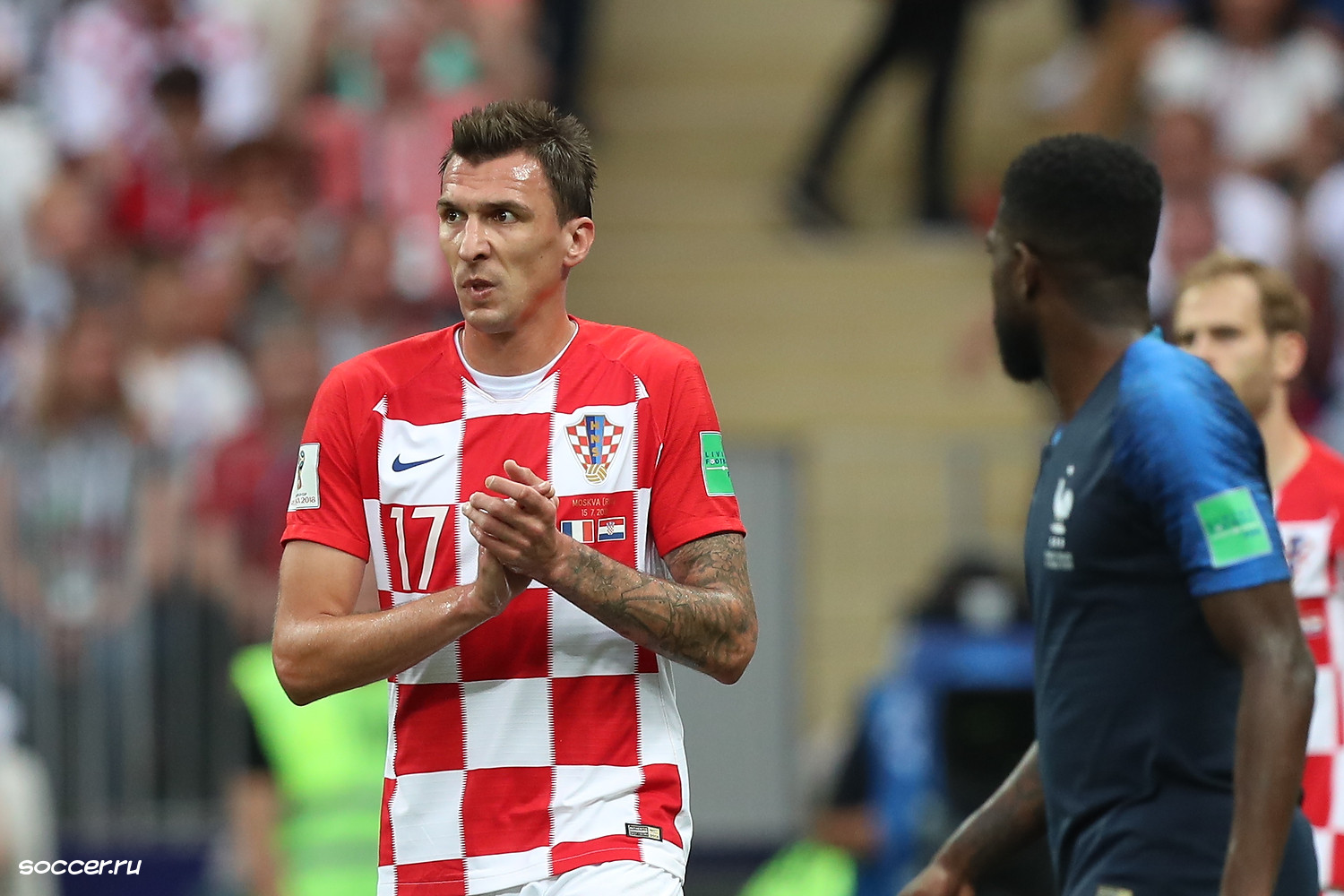
Mandzukic face à la France en finale de la Coupe du monde 2018.

Le 12 juin 2014, suspendu, Mario Mandžukić voit la Croatie s'incliner face au Brésil (3-1) en match d'ouverture de la Coupe du monde 2014. Le 18 juin 2014, il inscrit un doublé face au Cameroun lors d'une victoire (4-0) des damiers qui leur permet de revenir dans la course aux huitièmes de finale. La Croatie ne se qualifie finalement pas à la suite d'une défaite 1-3 face au Mexique.
Le 1er juillet 2018, il est l'auteur de l'égalisation croate face au Danemark en 1/8e de finale permettant aux siens de se qualifier pour les quarts de la compétition. Le 11 juillet, il marque le but du 2-1 contre l'Angleterre en demi-finale de la Coupe du monde de football 2018 et qualifie son pays pour la finale. Le 15 juillet, lors de la finale de la Coupe du monde 2018, il inscrit, en première mi-temps, un but contre son camp. Celui-ci est le premier but de l'histoire inscrit contre son camp en finale de Coupe du monde. En deuxième mi-temps, il profite d'une erreur du gardien français Hugo Lloris pour permettre à la Croatie de revenir à 4 buts à 2 qui sera le résultat final de cette rencontre.
Le 14 août 2018, il prend sa retraite internationale en publiant un communiqué sur les réseaux sociaux. Avec 33 buts, il est le second meilleur buteur de l'histoire de sa sélection, derrière Davor Šuker (45 réalisations).
En 2022, il rejoint le staff de l'équipe nationale pour la Coupe du monde 2022 au Qatar. Lors de la demi-finale contre l'Argentine, il est expulsé du banc à la 35e minute pour avoir protesté contre la décision de l'arbitre Daniele Orsato d'accorder un penalty aux Argentins

## Statistiques

### Générales
| Saison                | Club                  | Championnat           | Championnat | Championnat | Championnat | Coupe(s) nationale(s) | Coupe(s) nationale(s) | Coupe(s) nationale(s) | Supercoupe | Supercoupe | Supercoupe | Compétition(s) continentale(s) | Compétition(s) continentale(s) | Compétition(s) continentale(s) | Compétition(s) continentale(s) | Autres compétitions | Autres compétitions | Autres compétitions | Autres compétitions | Croatie | Croatie | Croatie | Total | Total | Total |
| Saison                | Club                  | Division              | M.          | B.          | P.d.        | M.                    | B.                    | P.d.                  | M.         | B.         | P.d.       | Comp.                          | M.                             | B.                             | P.d.                           | Comp.               | M.                  | B.                  | P.d.                | M.      | B.      | P.d.    | M.    | B.    | P.d.  |
| 2004-2005             | NK Marsonia           | 2.HNL                 | 23          | 14          | -           | -                     | -                     | -                     | -          | -          | -          | -                              | -                              | -                              | -                              | -                   | -                   | -                   | -                   | -       | -       | -       | 23    | 14    | 0     |
| Sous-total            | Sous-total            | Sous-total            | 23          | 14          | -           | -                     | -                     | -                     | -          | -          | -          | -                              | -                              | -                              | -                              | -                   | -                   | -                   | -                   | -       | -       | -       | 23    | 14    | 0     |
| 2005-2006             | NK Zagreb             | 1.HNL                 | 28          | 3           | -           | -                     | -                     | -                     | -          | -          | -          | -                              | -                              | -                              | -                              | -                   | -                   | -                   | -                   | -       | -       | -       | 28    | 3     | 0     |
| 2006-2007             | NK Zagreb             | 1.HNL                 | 23          | 11          | 1           | 4                     | 3                     | 0                     | -          | -          | -          | -                              | -                              | -                              | -                              | -                   | -                   | -                   | -                   | -       | -       | -       | 27    | 14    | 1     |
| 2007-2008             | NK Zagreb             | 1.HNL                 | -           | -           | -           | -                     | -                     | -                     | -          | -          | -          | CI                             | 2                              | 0                              | 0                              | -                   | -                   | -                   | -                   | -       | -       | -       | 2     | 0     | 0     |
| Sous-total            | Sous-total            | Sous-total            | 51          | 14          | 1           | 4                     | 3                     | 0                     | -          | -          | -          | -                              | 2                              | 0                              | 0                              | -                   | -                   | -                   | -                   | -       | -       | -       | 57    | 17    | 1     |
| 2007-2008             | Dinamo Zagreb         | 1.HNL                 | 29          | 12          | 8           | 8                     | 5                     | 0                     | -          | -          | -          | C1+C3                          | 5+5                            | 1+2                            | 1+1                            | -                   | -                   | -                   | -                   | 1       | 0       | 0       | 48    | 20    | 10    |
| 2008-2009             | Dinamo Zagreb         | 1.HNL                 | 28          | 16          | 7           | 5                     | 5                     | 0                     | -          | -          | -          | C1+C3                          | 5+5                            | 2+1                            | 0+4                            | -                   | -                   | -                   | -                   | 4       | 1       | 1       | 47    | 25    | 12    |
| 2009-2010             | Dinamo Zagreb         | 1.HNL                 | 24          | 14          | 6           | 3                     | 0                     | 0                     | -          | -          | -          | C1+C3                          | 3+7                            | 2+1                            | 0+0                            | -                   | -                   | -                   | -                   | 8       | 0       | 0       | 45    | 17    | 6     |
| 2010-2011             | Dinamo Zagreb         | 1.HNL                 | 0           | 0           | 0           | 0                     | 0                     | 0                     | -          | -          | -          | C1                             | 1                              | 2                              | 1                              | -                   | -                   | -                   | -                   | -       | -       | -       | 1     | 2     | 1     |
| Sous-total            | Sous-total            | Sous-total            | 81          | 42          | 21          | 16                    | 10                    | 0                     | -          | -          | -          | -                              | 31                             | 11                             | 6                              | -                   | -                   | -                   | -                   | 13      | 1       | 1       | 141   | 64    | 28    |
| 2010-2011             | VfL Wolfsburg         | Bundesliga            | 24          | 8           | 3           | 3                     | 0                     | 0                     | -          | -          | -          | -                              | -                              | -                              | -                              | -                   | -                   | -                   | -                   | 6       | 2       | 0       | 33    | 10    | 3     |
| 2011-2012             | VfL Wolfsburg         | Bundesliga            | 32          | 12          | 8           | 1                     | 0                     | 0                     | -          | -          | -          | -                              | -                              | -                              | -                              | -                   | -                   | -                   | -                   | 13      | 5       | 1       | 46    | 17    | 9     |
| Sous-total            | Sous-total            | Sous-total            | 56          | 20          | 11          | 4                     | 0                     | 0                     | -          | -          | -          | -                              | -                              | -                              | -                              | -                   | -                   | -                   | -                   | 19      | 7       | 1       | 79    | 27    | 12    |
| 2012-2013             | Bayern Munich         | Bundesliga            | 24          | 15          | 1           | 5                     | 3                     | 0                     | 1          | 1          | 0          | C1                             | 10                             | 3                              | 1                              | -                   | -                   | -                   | -                   | 9       | 3       | 3       | 49    | 25    | 5     |
| 2013-2014             | Bayern Munich         | Bundesliga            | 30          | 18          | 5           | 4                     | 4                     | 1                     | 1          | 0          | 0          | C1                             | 10                             | 3                              | 3                              | SU+CMC              | 1+2                 | 0+1                 | 0                   | 11      | 4       | 1       | 59    | 30    | 10    |
| Sous-total            | Sous-total            | Sous-total            | 54          | 33          | 6           | 9                     | 7                     | 1                     | 2          | 1          | 0          | -                              | 20                             | 6                              | 4                              | -                   | 3                   | 1                   | 0                   | 20      | 7       | 4       | 108   | 55    | 15    |
| 2014-2015             | Atlético de Madrid    | Liga                  | 28          | 12          | 5           | 3                     | 2                     | 0                     | 2          | 1          | 0          | C1                             | 10                             | 5                              | 0                              | -                   | -                   | -                   | -                   | 8       | 4       | 1       | 51    | 24    | 6     |
| Sous-total            | Sous-total            | Sous-total            | 28          | 12          | 5           | 3                     | 2                     | 0                     | 2          | 1          | 0          | -                              | 10                             | 5                              | 0                              | -                   | -                   | -                   | -                   | 8       | 4       | 1       | 51    | 24    | 6     |
| 2015-2016             | Juventus FC           | Serie A               | 27          | 10          | 4           | 3                     | 0                     | 0                     | 1          | 1          | 0          | C1                             | 5                              | 2                              | 1                              | -                   | -                   | -                   | -                   | 9       | 5       | 0       | 45    | 18    | 5     |
| 2016-2017             | Juventus FC           | Serie A               | 34          | 7           | 4           | 4                     | 1                     | 1                     | 1          | 0          | 0          | C1                             | 11                             | 3                              | 1                              | -                   | -                   | -                   | -                   | 7       | 5       | 0       | 57    | 16    | 6     |
| 2017-2018             | Juventus FC           | Serie A               | 32          | 5           | 3           | 4                     | 1                     | 1                     | 1          | 0          | 0          | C1                             | 6                              | 4                              | 0                              | -                   | -                   | -                   | -                   | 17      | 8       | 1       | 60    | 18    | 5     |
| 2018-2019             | Juventus FC           | Serie A               | 25          | 9           | 6           | 0                     | 0                     | 0                     | 0          | 0          | 0          | C1                             | 8                              | 1                              | 0                              | -                   | -                   | -                   | -                   | -       | -       | -       | 33    | 10    | 6     |
| Sous-total            | Sous-total            | Sous-total            | 118         | 31          | 17          | 11                    | 2                     | 2                     | 3          | 1          | 0          | -                              | 30                             | 10                             | 2                              | -                   | -                   | -                   | -                   | 29      | 14      | 1       | 191   | 58    | 22    |
| 2019-2020             | Al-Duhail SC          | QSL                   | 5           | 0           | 0           | 2                     | 1                     | 0                     | -          | -          | -          | AFC                            | 2                              | 1                              | 0                              | -                   | -                   | -                   | -                   | -       | -       | -       | 9     | 2     | 0     |
| 2020-2021             | AC Milan              | Serie A               | 10          | 0           | 0           | -                     | -                     | -                     | -          | -          | -          | C3                             | 1                              | 0                              | 0                              | -                   | -                   | -                   | -                   | -       | -       | -       | 11    | 0     | 0     |
| Total sur la carrière | Total sur la carrière | Total sur la carrière | 427         | 166         | 61          | 50                    | 25                    | 3                     | 7          | 3          | 0          | -                              | 96                             | 33                             | 12                             | -                   | 3                   | 1                   | 0                   | 89      | 33      | 8       | 672   | 261   | 84    |

### Buts internationaux
| 0     | Date | Lieu | Compétition | Résultat | Adversaire | Détail | Détail | Détail | Sél. |
| ----- | --- | --- | --- | --- | --- | --- | --- | --- | --- |
| 1er   | 10 septembre 2008 | Stade Maksimir, Zagreb, Croatie | Éliminatoires Coupe du monde 2010 | P 1-4 | Angleterre | 78e | du pied droit | 1-3 | 2e |
| 2e    | 12 octobre 2010 | Stade Maksimir, Zagreb, Croatie | Match amical | V 2-1 | Norvège | 35e | du pied droit | 1-1 | 17e |
| 3e    | 3 juin 2011 | Stade de Poljud, Split, Croatie | Éliminatoires Euro 2012 | V 2-1 | Géorgie | 76e | du pied droit | 1-1 | 19e |
| 4e    | 11 octobre 2011 | Stade Kantrida, Rijeka, Croatie | Éliminatoires Euro 2012 | V 2-0 | Lettonie | 72e | de la tête | 2-0 | 24e |
| 5e    | 11 novembre 2011 | Türk Telekom Arena, Istanbul, Turquie | Éliminatoires Euro 2012 | V 0-3 | Turquie | 32e | de la tête | 0-2 | 25e |
| 6e    | 10 juin 2012 | Stade municipal, Poznań, Pologne | Premier tour de l'Euro 2012 | V 1-3 | République d'Irlande | 3e | de la tête | 0-1 | 30e |
| 7e    | 10 juin 2012 | Stade municipal, Poznań, Pologne | Premier tour de l'Euro 2012 | V 1-3 | République d'Irlande | 49e | de la tête | 1-3 | 30e |
| 8e    | 14 juin 2012 | Stade municipal, Poznań, Pologne | Premier tour de l'Euro 2012 | N 1-1 | Italie | 72e | du pied droit | 1-1 | 31e |
| 9e    | 16 octobre 2012 | Stade Gradski vrt, Osijek, Croatie | Éliminatoires Coupe du monde 2014 | V 2-0 | Pays de Galles | 27e | du pied droit | 1-0 | 37e |
| 10e   | 6 février 2013 | Craven Cottage, Londres, Royaume-Uni | Match amical | V 0-4 | Corée du Sud | 32e | de la tête | 0-1 | 38e |
| 11e   | 22 mars 2013 | Stade Maksimir, Zagreb, Croatie | Éliminatoires Coupe du monde 2014 | V 2-0 | Serbie | 23e | du pied droit | 1-0 | 39e |
| 12e   | 6 septembre 2013 | Stade de l'Étoile rouge, Belgrade, Serbie | Éliminatoires Coupe du monde 2014 | N 1-1 | Serbie | 53e | du pied droit | 0-1 | 43e |
| 13e   | 19 novembre 2013 | Stade Maksimir, Zagreb, Croatie | Éliminatoires Coupe du monde 2014 | V 2-0 | Islande | 27e | du pied droit | 1-0 | 47e |
| 14e   | 18 juin 2014 | Arena da Amazônia, Manaus, Brésil | Premier tour de la Coupe du monde 2014 | V 0-4 | Cameroun | 61e | de la tête | 0-3 | 51e |
| 15e   | 18 juin 2014 | Arena da Amazônia, Manaus, Brésil | Premier tour de la Coupe du monde 2014 | V 0-4 | Cameroun | 73e | du pied droit | 0-4 | 51e |
| 16e   | 4 septembre 2014 | Stade Aldo Drosina, Pula, Croatie | Match amical | V 2-0 | Chypre | 17e | du pied droit | 1-0 | 53e |
| 17e   | 4 septembre 2014 | Stade Aldo Drosina, Pula, Croatie | Match amical | V 2-0 | Chypre | 58e | du pied droit | 2-0 | 53e |
| 18e   | 7 juin 2015 | Stade Anđelko Herjavec, Varaždin, Croatie | Match amical | V 4-0 | Gibraltar | 53e | s.p du pied droit | 3-0 | 59e |
| 19e   | 12 juin 2015 | Stade de Poljud, Split, Croatie | Éliminatoires Euro 2016 | N 1-1 | Italie | 11e | du pied gauche | 1-0 | 60e |
| 20e   | 17 novembre 2015 | Olimp-2, Rostov-sur-le-Don, Russie | Match amical | V 1-3 | Russie | 82e | du pied gauche | 1-3 | 63e |
| 21e   | 26 mars 2016 | Groupama Aréna, Budapest, Hongrie | Match amical | N 1-1 | Hongrie | 29e | du pied droit | 0-1 | 65e |
| 22e   | 4 juin 2016 | Stade Rujevica (en), Rijeka, Croatie | Match amical | V 10-0 | Saint-Marin | 24e | du pied droit | 2-0 | 66e |
| 23e   | 4 juin 2016 | Stade Rujevica (en), Rijeka, Croatie | Match amical | V 10-0 | Saint-Marin | 36e | de la tête | 4-0 | 66e |
| 24e   | 4 juin 2016 | Stade Rujevica (en), Rijeka, Croatie | Match amical | V 10-0 | Saint-Marin | 38e | de la tête | 5-0 | 66e |
| 25e   | 6 octobre 2016 | Stade Loro-Boriçi, Shkodër, Albanie | Éliminatoires Coupe du monde 2018 | V 0-6 | Kosovo | 6e | du pied gauche | 0-1 | 71e |
| 26e   | 6 octobre 2016 | Stade Loro-Boriçi, Shkodër, Albanie | Éliminatoires Coupe du monde 2018 | V 0-6 | Kosovo | 24e | de la tête | 0-2 | 71e |
| 27e   | 6 octobre 2016 | Stade Loro-Boriçi, Shkodër, Albanie | Éliminatoires Coupe du monde 2018 | V 0-6 | Kosovo | 36e | de la tête | 0-3 | 71e |
| 28e   | 9 octobre 2016 | Stade Ratina, Tampere, Finlande | Éliminatoires Coupe du monde 2018 | V 0-1 | Finlande | 18e | de la tête | 0-1 | 72e |
| 29e   | 15 novembre 2016 | Windsor Park, Belfast, Irlande du Nord | Match amical | V 0-3 | Irlande du Nord | 9e | de la tête | 0-1 | 74e |
| 30e   | 6 octobre 2017 | Stade Rujevica (en), Rijeka, Croatie | Éliminatoires Coupe du monde 2018 | N 1-1 | Finlande | 57e | du pied droit | 1-0 | 79e |
| 31e   | 1er juillet 2018 | Stade de Nijni Novgorod, Nijni Novgorod, Russie                                                                                                  | Huitième de finale de la Coupe du monde 2018 | N 1-1 3-2 t.a.b | Danemark | 4e | du pied droit | 1-1 | 86e |
| 32e   | 11 juillet 2018 | Stade Loujniki, Moscou, Russie | Demi-finale de la Coupe du monde 2018 | V 2-1 a.p. | Angleterre | 109e | du pied gauche | 2-1 | 88e |
| 33e   | 15 juillet 2018 | Stade Loujniki, Moscou, Russie | Finale de la Coupe du monde 2018 | P 4-2 | France | 69e | du pied droit | 4-2 | 89e |
| Total | 33 buts (17 du pied droit, 4 du pied gauche et 12 de la tête), dont 1 penalty, en 89 sélections entre le 17 novembre 2007 et le 15 juillet 2018. | 33 buts (17 du pied droit, 4 du pied gauche et 12 de la tête), dont 1 penalty, en 89 sélections entre le 17 novembre 2007 et le 15 juillet 2018. | 33 buts (17 du pied droit, 4 du pied gauche et 12 de la tête), dont 1 penalty, en 89 sélections entre le 17 novembre 2007 et le 15 juillet 2018. | 33 buts (17 du pied droit, 4 du pied gauche et 12 de la tête), dont 1 penalty, en 89 sélections entre le 17 novembre 2007 et le 15 juillet 2018. | 33 buts (17 du pied droit, 4 du pied gauche et 12 de la tête), dont 1 penalty, en 89 sélections entre le 17 novembre 2007 et le 15 juillet 2018. | 33 buts (17 du pied droit, 4 du pied gauche et 12 de la tête), dont 1 penalty, en 89 sélections entre le 17 novembre 2007 et le 15 juillet 2018. | 33 buts (17 du pied droit, 4 du pied gauche et 12 de la tête), dont 1 penalty, en 89 sélections entre le 17 novembre 2007 et le 15 juillet 2018. | 33 buts (17 du pied droit, 4 du pied gauche et 12 de la tête), dont 1 penalty, en 89 sélections entre le 17 novembre 2007 et le 15 juillet 2018. | 33 buts (17 du pied droit, 4 du pied gauche et 12 de la tête), dont 1 penalty, en 89 sélections entre le 17 novembre 2007 et le 15 juillet 2018. |

## Palmarès

### En club
Formé au Dinamo Zagreb, il y remporte ses premiers titres, étant notamment sacré Champion de Croatie trois années consécutives entre 2008 et 2010 et remportant la Coupe de Croatie en 2008 et 2009.
Parti en Allemagne et après un passage au VfL Wolfsburg, c'est au Bayern Munich qu'il remporte de nouveaux trophées. En deux saisons, il est deux fois Champion d'Allemagne dont un doublé Coupe-Championnat en 2013, qu'il rate en 2014 étant suspendu pour la finale et remporte une Supercoupe d'Allemagne en 2012 mais c'est sur la scène internationale qu'il remporte ses plus gros titres, remportant la Ligue des Champions en 2013 contre le Borussia Dortmund ainsi que la Supercoupe de l'UEFA et la Coupe du monde des clubs.
Après un passage à l'Atlético de Madrid avec qui il remporte la Supercoupe d'Espagne 2014, il rejoint la Juventus. En quatre saisons en Italie, il remporte quatre titres de Champion d'Italie, trois Coupes d'Italie et une Supercoupe d'Italie et est finaliste de la Ligue des champions en 2017.
Avec l'équipe de Croatie, il joue 89 sélections pour 33 buts et joue l'Euro 2012 et 2016 ainsi que la Coupe du monde 2014 et 2018, étant finaliste de cette dernière.
| Dinamo Zagreb (5)                                                                                          | Bayern Munich (7) | Atlético de Madrid (1)                      | Juventus FC (8) | Croatie                               |
| --- | --- | ------------------------------------------- | --- | ------------------------------------- |
| - Championnat de Croatie : - Champion : 2008, 2009 et 2010 - Coupe de Croatie : - Vainqueur : 2008 et 2009 | - Ligue des champions : - Vainqueur : 2013 - Coupe du monde des clubs : - Vainqueur : 2013 - Supercoupe de l'UEFA : - Vainqueur : 2013 - Championnat d'Allemagne : - Champion : 2013 et 2014 - Coupe d'Allemagne : - Vainqueur : 2013 - Supercoupe d'Allemagne : - Vainqueur : 2012 - Finaliste : 2013 | - Supercoupe d'Espagne : - Vainqueur : 2014 | - Ligue des champions de l'UEFA : - Finaliste : 2017 - Championnat d'Italie : - Champion : 2016, 2017, 2018 et 2019 - Coupe d'Italie : - Vainqueur : 2016, 2017 et 2018 - Supercoupe d'Italie : - Vainqueur : 2015 - Finaliste : 2016 et 2017 | - Coupe du monde : - Finaliste : 2018 |

### Distinctions personnelles
- Meilleur buteur du championnat de Croatie en 2009
- Meilleur joueur du championnat de Croatie en 2009
- Élu joueur croate de l'année 2012[28]